# Huixtocíhuatl

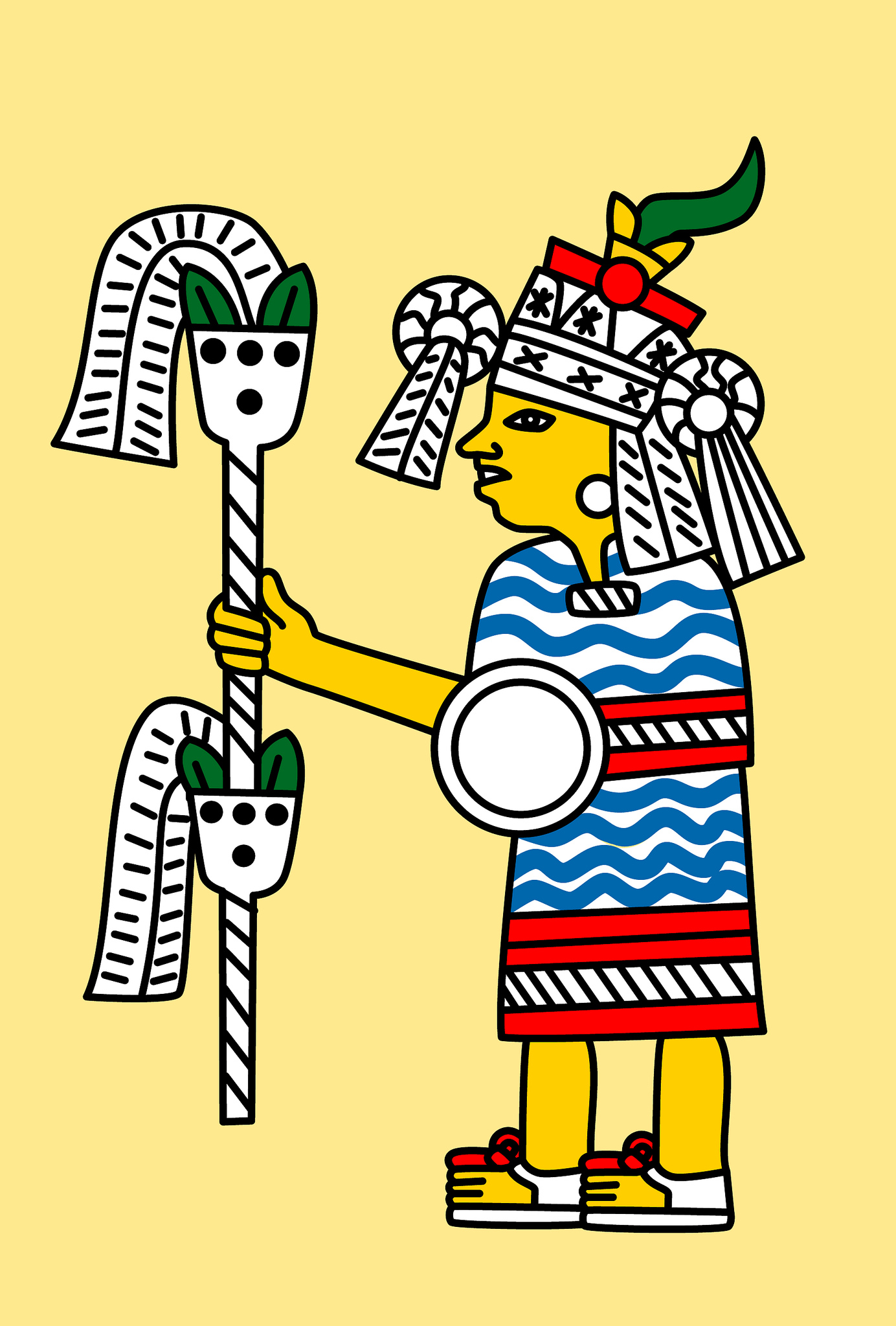
Huixtocihuatl representada en los Primeros memoriales de Sahagún.

Huixtocihuatl o Uixtochihuatl (del náhuatl: huixtocihuatl ‘la señora de huixtotlan’‘huixto, huixtotlan;cihuatl, señora’) en la mitología mexica es la diosa de la fertilidad que presidía la sal y el agua salada. Sahagún la pone como hermana mayor de los Tlaloque, y que por desgracia que hubo entre ellos, la persiguieron y la desterraron a las aguas saladas, y allí inventó la sal, de la manera de que ahora se hace con tinajas, y con amontonar la tierra; y por esta invención la honraban y adoraban los que trataban con la sal.
En sus sacrificios a esta diosa, todas las mujeres, viejas y mozas, velaban cantando y bailando alrededor de la víctima, principalmente una mujer, la cual vestía los mismos atavíos de la diosa. Las mujeres que danzaban en torno de la víctima se hacían de las manos por medio de xochimecatl, y los señores que tomaban parte del baile empuñaban sendas flores de cempoalxuchitl. El día de la fiesta, a primera hora, llevaban a los cautivos al templo de Tláloc y los sacrificaban, y después a la mujer, imagen de esta diosa.
Algunas fuentes la colocan como esposa de Tezcatlipoca.